# 太原卫星发射中心旧址
太原卫星发射中心旧址，位于中华人民共和国山西省忻州市岢岚县东北部，已列为山西省文物保护单位。

## 保护
2021年8月4日，太原卫星发射中心旧址由山西省人民政府公布为第六批山西省文物保护单位，编号6-316。